# Trichopterofauna
Trichopterofauna – fauna chruścików (łac. Trichoptera - chruściki), ogół gatunków chruścików występujących na danym terenie, w ekosystemie, parku krajobrazowym, typie siedliska, część biocenozy. Pojęcie stosowane w pracach faunistycznych. W jednym ekosystemie występuje bardzo dużo gatunków - jeden badacz praktycznie nie jest w stanie zaobserwować i rozpoznać wszystkich gatunków składających się na biocenozę. W konsekwencji analizowane są wybrane grupy systematyczne lub ekologiczne, np. myrmekofauna, koleopterofauna itd.